# Поки її не було
«Поки її не було» — фільм 2008 року.

## Зміст
Перед Різдвом біля одного гіпермаркету героїня обурюється неправильно припаркованим автомобілем, який їй заважає. Вона прикріпила записку на авто. Коли чотири громили виявили записку, то вирішили зловити жінку і розправитися з нею. Починається гра не на життя, а на смерть.